# Underclass Hero (singolo)
Underclass Hero è un singolo della band canadese Sum 41, tratto dall'omonimo album Underclass Hero e pubblicato il 15 maggio 2007.

## La canzone
Il brano è stato annunciato per la prima volta il 23 aprile in un'intervista in un podcast con Deryck Whibley; venne poi confermato sul sito ufficiale della band che la canzone sarebbe stata la prima traccia dell'album.
La canzone ha lo stesso ritornello di Subject to Change (traccia bonus di Chuck), di cui è la versione nuova e finale. In questa versione la batteria ha un suono molto marciante e più veloce di Subject to Change.
Underclass Hero è stata scritta dal punto di vista di Deryck Whibley, come un "noi contro di loro", presente anche in alcuni testi precedenti, ma in maniera più matura, perché si riferisce alla società come "borghesia contro proletariato" invece che come "gioventù contro adulti", tematica presente ad esempio in All Killer No Filler. La canzone ha anche altre tematiche tipiche del punk rock, come l'avversione per la classe dirigente e il governo.

## Video musicale
Il video per Underclass Hero è stato diffuso in anteprima il 29 maggio 2007 sul sito ufficiale della band. Nel video appare il gruppo che suona con intorno un gran numero di adolescenti, fuochi d'artificio, una banda musicale,  una mascotte (come quelle delle partite di football collegiale), raffigurante la A cerchiata, simbolo dell'anarchia. Il video è stato presentato negli Stati Uniti il 31 maggio 2007 a Total Request Live su MTV per il lancio mondiale. Il video è stato co-diretto da Marc Klasfeld e dal batterista dei Sum 41, Steve Jocz.

## Tracce
1. Underclass Hero
2. Underclass Hero (Clean Edit)
3. March of the Dogs
4. Underclass Hero (Video)
5. Road to Ruin - Episode 1 (Video)

## Classifiche
| Classifica (2007)         | Posizione massima |
| ------------------------- | ----------------- |
| Canada                    | 33                |
| Stati Uniti (alternative) | 34                |
| Stati Uniti (pop)         | 86                |
| Stati Uniti (digital)     | 73                |